# Marcos de Obregón
Vita dello scudiero Marcos de Obregón (Relaciones de la vida y aventuras del escudero Marcos de Obregón) è l'opera più conosciuta dello scrittore e poeta spagnolo Vicente Espinel, pubblicata a Madrid nel 1618. Il romanzo è diviso in tre parti (relaciones), e ogni parte in soste (descansos): Marcos de Obregón, vecchio bracciere e accompagnatore di dame al passeggio (rodrigón), racconta le sue avventure, proponendosi di ammaestrare dilettando; avventure che si assomigliano molto a quelle corse dall'autore: ed è infatti innegabile che dalle proprie vicende e dall'esperienza personale l'Espinel trasse non poco del contenuto della sua piacevole narrazione.
Scritto in una forma semplice e facile, in una prosa senza artifici, il romanzo è giudicato superiore al Guzmán de Alfarache dell'Alemán, che spesso stanca con le sue lunghe dissertazioni morali. Tradotto subito in francese da Vital d'Audiguier, ebbe grande diffusione e costituì una delle principali fonti del Gil Blas de Santillane del Lesage.
La prima traduzione italiana, parziale, è di M. Lombardo nel volume Narratori spagnoli, a cura di Carlo Bo, Bompiani, 1941. Fu seguita da quella, sempre parziale, di Nardo Languasco, contenuta in De romanzi picareschi spagnuoli, Garzanti, 1943. La versione integrale è stata realizzata da Federica Cappelli, Vita dello scudiero Marcos de Obregón, ETS, 2011.